# North Dakota (U-Boot)
Die North Dakota, auch USS North Dakota (Kennung: SSN-784), ist ein atomgetriebenes Jagd-U-Boot der Virginia-Klasse der United States Navy. Das U-Boot ist nach dem US-amerikanischen Bundesstaat North Dakota benannt.

## Name
Am 15. Juli 2008 wurde bekannt gegeben, dass SSN-784 nach dem US-Bundesstaat North Dakota benannt wird. Sie ist erst das zweite Schiff der US Navy, welches diesen Namen erhielt. Das erste war die North Dakota, ein Schlachtschiff der Delaware-Klasse. Es stand von 1910 bis 1923 in Dienst.

## Geschichte

### Bau
Der Auftrag ging 2008 an Electric Boat in Groton. Das Boot wurde im Mai 2012 auf Kiel gelegt und im August des nächsten Jahres vom Stapel gelassen. SSN-784 ist das erste U-Boot von Block III, es erhielt einige Neuerungen, wie einen veränderten Bug. Auch wurden Technologien von der Ohio-Klasse übernommen.
North Dakota wurde am 29. August 2014 an die US Navy ausgeliefert, zwei Tage vor dem vereinbarten Datum, und am 25. Oktober desselben Jahres in Dienst gestellt.